# Carlo Giuseppe Plura
Carlo Giuseppe Plura (Lugano, 3 gennaio 1663 – Borgo San Dalmazzo, 14 aprile 1737) è stato uno scultore e stuccatore svizzero-italiano.

## Biografia
Poco si conosce dei primi anni di vita di Plura. Egli sarebbe nato a Lugano nel 1655 o, secondo altre fonti, nel 1663 o ancora nel 1677, e la sua formazione ticinese è ignota. Stando a un'ipotesi avanzata da Luigi Mallé, nel 1717, grazie a Filippo Juvarra, Plura ebbe la possibilità di sostituire l'intagliatore Michele Crotti nell'allestimento di "macchine" per apparati religiosi e "mortori" per conto della Corte luganese.
Artista prolifico, i suoi lavori si trovano a Torino (Crocifisso nella Chiesa di San Francesco d'Assisi, L'Arcangelo Gabriele e L'Annunziata nella Chiesa della Misericordia), Druento (la statua della Madonna col Bambino nella chiesa parrocchiale di Santa Maria della Stella), Alpignano (Crocifisso ligneo nella Parrocchiale di San Martino di Tours), Carignano, Savigliano (CN )(statua del Cristo Risorto), Vasia (IM) (Statua del Cristo Risorto), Trino (presso l'Abbazia di Lucedio), Pralormo, Costigliole d'Asti, Saluzzo e Moncalieri. A Caramagna Piemonte (CN) presso l'arciconfraternita di Santa Croce - crocefisso ligneo policromo. Plura realizzò anche diverse opere andate perdute, come quelle della chiesa di Sant'Uberto a Venaria Reale, eseguite per conto di Juvarra e il gruppo della Trinità per l'omonima chiesa torinese. Secondo Mallé, la Risurrezione oggi custodita presso la Basilica Mauriziana di Torino "uno dei momenti più alti del Plura: con nobiltà e ampiezza formale, larghezza ed elasticità di gesto, eloquente teatralità, qualità singolare, e accento esaltante, che trova riscontro in pochi altri momenti dello scultore; ciò che ha la sua parte di ragione nell'operare, certamente su modello d'un pittore o comunque d'altro maestro di più raffinata e alata fantasia". Nonostante ciò, alcuni attribuiscono l'opera a Francesco Ladatte.
Egli era padre di Michele Felice Plura, Giuseppe Plura e Michelangelo Plura, anch'essi scultori. L'artista inglese Giuseppe Plura il Giovane era suo nipote.